# Andrzej Osiecimski-Czapski
Andrzej Osiecimski-Czapski (8 de julio de 1899-14 de mayo de 1976) fue un deportista polaco que compitió en remo. Ganó una medalla de bronce en el Campeonato Europeo de Remo de 1925, en la prueba de scull individual.

## Palmarés internacional
| Campeonato Europeo | Campeonato Europeo     | Campeonato Europeo | Campeonato Europeo |
| Año                | Lugar                  | Medalla            | Prueba             |
| ------------------ | ---------------------- | ------------------ | ------------------ |
| 1925               | Praga (Checoslovaquia) | Medalla de bronce  | Scull individual   |